# Vltavská (stanice metra)

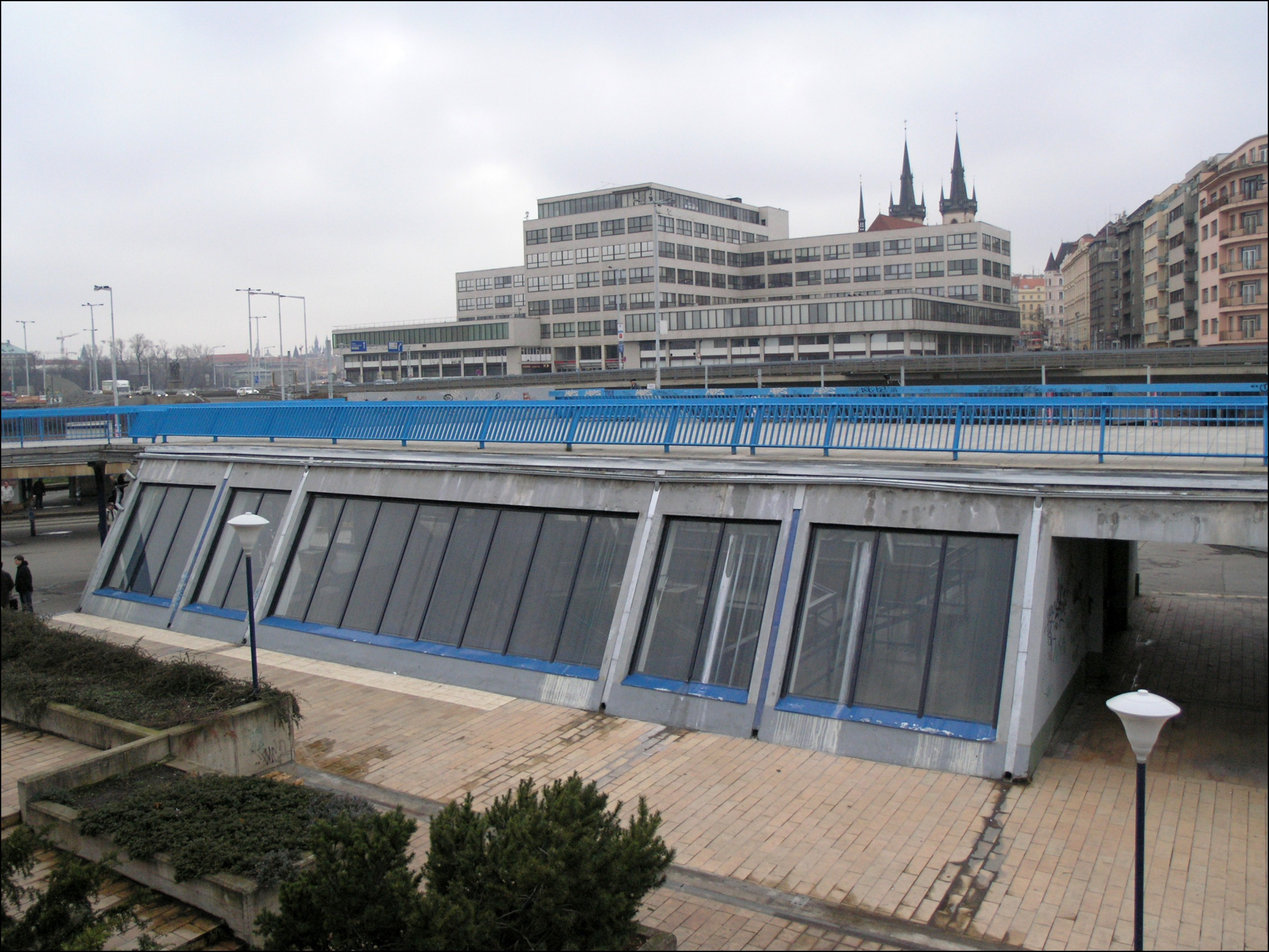
Pohled na vestibul stanice

Vltavská (zkratka VL, projektový název Dopraváků – podle nedalekého bývalého sídla Dopravních podniků - uvažovalo se i o názvu Bubny) je stanice metra v Praze, ve čtvrti Holešovice. Nachází se na břehu Vltavy, poblíž Strossmayerova náměstí a stejnojmenné tramvajové zastávky. Byla otevřena 3. listopadu 1984 jako součást úseku III. C trasovaného severně od Florence.

## Konstrukce

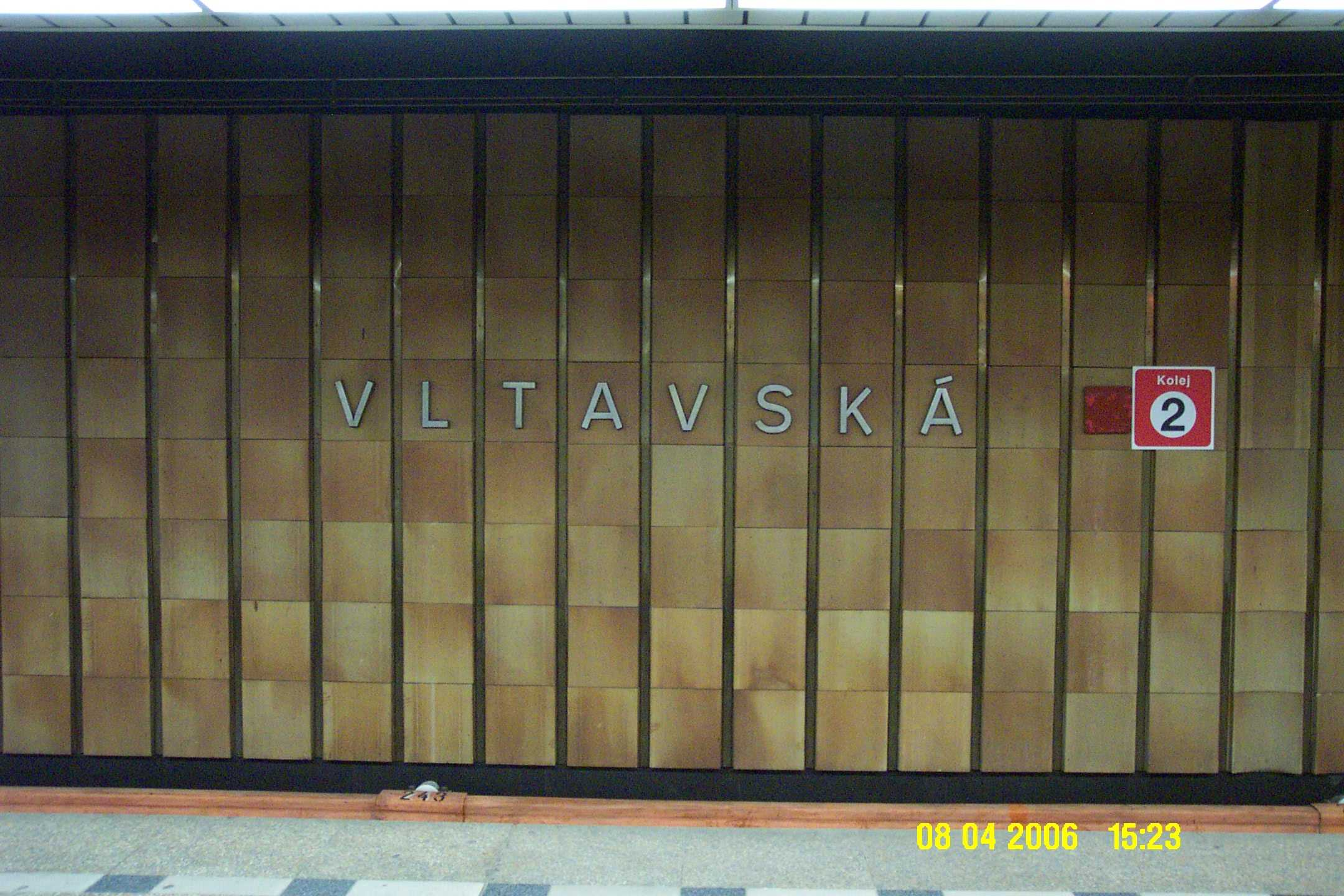
Nápis na stěně za nástupištěm

Vltavská je hloubená, založená v otevřené jámě, zajištěné kotvenými pilotovými stěnami. Je jednou z nejhlubších stanic na trase C (do roku 2004 nejhlubší), založená 20,75 metrů pod zemí. Vzhledem k praxi při výstavbě a návrhu stanic pražského metra je toto řešení atypické; běžně se v této hloubce zakládají stanice ražené (například Želivského). Složité podmínky a snaha o zajištění unifikace návrhů na lince C tak přivedly architekty a projektanty stanice k současnému řešení.
Prostor mezi nástupištěm a povrchovou úrovní nezůstal nevyužit; na celkem čtyřech patrech se nachází na tři sta místností, z kterých mnohé využívá třeba i Záchranná služba hlavního města Prahy. Velkou část také tvoří parkovací místa.
Nástupiště Vltavské se přesněji nachází pod jihozápadní částí nádraží Praha-Bubny (právě tato jeho část musela být v roce 1978 kvůli výstavbě metra zrušena; počítalo se však s kompletní likvidací této železniční stanice, takže nebyla později obnovena). Realizován byl pouze jižní výstup, který byl vyveden z nástupiště pomocí tříramenných eskalátorů Transporta (v roce 2003 vyměněny a zúženy tak, aby jedno rameno mohlo být změněno na plošinu pro invalidy) do mělkého vestibulu. V roce 2005 byl vedle eskalátorů vybudován šikmý výtah a výtah z vestibulu na povrch. Ten umožňuje kromě výstupu na uliční úroveň i přestup na tramvajovou dopravu.
Obklad stěn v prostoru nástupiště tvoří tvarovky z přírodní keramiky, použité i na úseku II. C a později i III. B. Mezi nimi jsou umístěné mosazné pásy.

## Historie
Na výstavbu bylo mezi lety 1978–1984 vynaloženo 198 milionů Kčs. Cestující si mohli během stavby stanici prohlédnout; dny otevřených dveří se konaly v červnu 1981 a červenci 1982.
Vltavská patřila mezi jedny z nejvíce postižených stanic během povodní v roce 2002, hlavně díky tomu, že voda se sem dostala přímo z povrchu, skrze vestibul. Proto také byly provedeny při obnově jisté úpravy, aby se podobná situace již nemohla opakovat. Mezi ně například patřila výměna prosklených výplní u výstupů k tramvajovým zastávkám za zděné stěny a rovněž i možnost tyto výstupy uzavřít mobilními stěnami. Ty lze ostatně postavit i kolem hlavního objektu vestibulu.

## V kultuře
V roce 2018 se komplex stanice metra Vltavská objevil v reklamě firmy Apple na produkt iPhone XR, spolu s dalšími stavbami v Praze.

## Budoucnost
Lze očekávat, že s plánovanou výstavbou nové čtvrtě Praha-Bubny, a s ní navázané modernizace vlakové trati ve směru na Kladno (trať 120), dojde k úpravě okolí stanice, tak i stanice jako takové. Dle instruktážního videa Správy železnic je v plánu jednak výstavba severního vestibulu a podchodu, který spojí stanici metra společně s vlakovou stanicí, tak přemístění tramvajových kolejí, aby došlo k lepšímu spojení vlakové a městské hromadné dopravy.